# Partielle Spur
Die partielle Spur, auch Partialspur oder Teilspur, bezeichnet in der linearen Algebra und Funktionalanalysis eine lineare Abbildung, die der Spur verwandt ist.
Ist ein linearer Operator auf dem Tensorprodukt von zwei Vektorräumen definiert, so lässt sich seine Spur in zwei Schritten bestimmen, die sich auf die zwei Faktoren beziehen. Im ersten Schritt wird die Partialspur erzeugt, der zweite ist eine Spur nach der üblichen Definition. Verwendung findet die Partialspur in der Quantenmechanik. Mit ihrer Hilfe lässt sich aus dem Dichteoperator eines Gesamtsystems der Dichteoperator eines beliebigen Teilsystems bestimmen. Anders gesagt wird aus dem (reinen oder inkohärent gemischten) Zustand des Gesamtsystems der entsprechende Zustand des Teilsystems ermittelt.

## Definition

### Endlichdimensionaler Fall
Es seien {\displaystyle U} und {\displaystyle V} endlichdimensionale Vektorräume, {\displaystyle W=U\otimes V}, dazu {\displaystyle L(U),\,}{\displaystyle L(V),\,}{\displaystyle L(W)} die linearen Räume der linearen Operatoren auf diesen, {\displaystyle A^{u}\!:\,U\to U} etc. Dann ist die ‚{\displaystyle \,}partielle Spur über {\displaystyle V\,}' definiert als die lineare Abbildung {\displaystyle \operatorname {tr} _{V}=\operatorname {Id} ^{u}\otimes \operatorname {tr} ^{v}} von {\displaystyle L(W)} nach {\displaystyle L(U)} mit der Identität {\displaystyle \operatorname {Id} ^{u}} auf {\displaystyle L(U)} und der Spur {\displaystyle \operatorname {tr} ^{v}} der Operatoren {\displaystyle A_{v}\in L(V)}.
Für ein Operatorenprodukt {\displaystyle A=A_{u}\otimes A_{v}} mit {\displaystyle A_{u}\in L(U),\,A_{v}\in L(V)} bedeutet das
{\displaystyle \operatorname {tr} _{V}(A)=(\operatorname {Id} ^{u}\otimes \operatorname {tr} ^{v})(A_{u}\otimes A_{v})=A_{u}\cdot \operatorname {tr} ^{v}(A_{v})}.
Ein beliebiger Operator {\displaystyle A\in L(W)} hat stets Darstellungen der Form
{\displaystyle A=\textstyle \sum _{i}(A_{ui}\otimes A_{vi})}  mit  {\displaystyle A_{ui}\in L(U),\,A_{vi}\in L(V)\,};
das setzt die lineare Abbildung {\displaystyle \operatorname {tr} _{V}} fort auf ganz {\displaystyle L(W)}:
{\displaystyle \operatorname {tr} _{V}(A)=\textstyle \sum _{i}\operatorname {tr} ^{v}(A_{vi})\cdot A_{ui}\,.}
Die Bezeichnung als partielle Spur bezieht sich darauf, dass die (totale) Spur der {\displaystyle A\in L(W)} die Verkettung {\displaystyle \operatorname {tr} =\operatorname {tr} ^{u}\circ \operatorname {tr} _{V}} ist, sowie analog {\displaystyle \operatorname {tr} =\operatorname {tr} ^{v}\circ \operatorname {tr} _{U}}.
Für konkrete Rechnungen benutzt man gewöhnlich Koordinaten. Bilden Vektoren {\displaystyle e_{i}} und {\displaystyle f_{j}} Orthonormalbasen in {\displaystyle U} beziehungsweise {\displaystyle V}, so bilden die Produkte {\displaystyle e_{i}\otimes f_{j}} eine solche Basis für {\displaystyle W=U\otimes V}. Ein Operator {\displaystyle A\in L(W)}
wird dann durch eine vierdimensionale Matrix {\displaystyle (a_{ii'jj'})_{i,i',j,j'}} dargestellt, die partiellen Spuren {\displaystyle \operatorname {tr} _{V},\,\operatorname {tr} _{U}} durch die zweidimensionalen Matrizen  {\displaystyle (b_{ii'})_{i,i'}} und {\displaystyle (c_{jj'})_{j,j'}} die man durch Summieren über {\displaystyle j=j'} beziehungsweise {\displaystyle i=i'} erhält: {\displaystyle b_{ii'}=\textstyle \sum _{j}a_{ii'\!jj}}  für  {\displaystyle \operatorname {tr} _{V}} und  {\displaystyle c_{jj'}=\textstyle \sum _{i}a_{iijj'}} für {\displaystyle \operatorname {tr} _{U}}.

### Unendlichdimensionaler Fall
Wie die Spur lässt sich auch die Partialspur auf Operatoren auf unendlichdimensionalen Räumen verallgemeinern. Sie ist dann für Spurklasseoperatoren auf Tensorprodukthilberträumen in natürlicher Weise definiert und für einen Spurklasseoperator {\displaystyle \rho } auf {\displaystyle {\mathcal {H}}\otimes {\mathcal {K}}} ist
{\displaystyle \operatorname {tr} _{\mathcal {K}}(\rho )=\sum _{k}{}_{\mathcal {K}}\langle k|\rho |k\rangle _{\mathcal {K}}},
wobei {\displaystyle \left\{|k\rangle _{\mathcal {K}}\right\}} eine Orthonormalbasis von {\displaystyle {\mathcal {K}}} ist.
Auch hier ist das Ergebnis der Konstruktion basisunabhäng für separable Hilberträume ({\displaystyle A} Spurklasse, {\displaystyle B} beschränkt).

## Relevanz in der Quantenmechanik
Wird eine Observable, dargestellt durch den Operator {\displaystyle X}, eines quantenmechanischen Systems gemessen, so wird der Erwartungswert des Messwertes bestimmt durch den Zustand des Systems in dem weiten Sinn, der reine und inkohärent gemischte Zustände umfasst. Ein solcher Zustand wird vollständig beschrieben durch den Dichteoperator {\displaystyle \rho }, einen linearen Operator auf dem Hilbertraum {\displaystyle {\mathcal {H}}} des Systems. Der gesuchte Erwartungswert ist {\displaystyle \operatorname {tr} (\rho X)}.
Ist das System aus Komponenten, Teilsystemen zusammengesetzt, {\displaystyle {\mathcal {S}}={\mathcal {S}}'+{\mathcal {S}}''}, so ist sein Hilbertraum das Tensorprodukt der Hilberträume der Teilsysteme, {\displaystyle {\mathcal {H}}={\mathcal {H}}'\otimes {\mathcal {H}}''}. Für die Messung einer Observablen {\displaystyle X'} der Komponente {\displaystyle {\mathcal {S}}'} ist der Dichteoperator {\displaystyle \rho '} auf {\displaystyle {\mathcal {H}}'} ebenso zuständig, wie  {\displaystyle \rho } auf {\displaystyle {\mathcal {H}}} für {\displaystyle X}. Zwischen beiden besteht dann die Beziehung
{\displaystyle \rho '=\operatorname {tr} _{{\mathcal {H}}''}(\rho )}.
Die partielle Spur über {\displaystyle {\mathcal {H}}''} ‚reduziert‘ den Dichteoperator des Gesamtsystems auf den Dichteoperator des Teilsystems {\displaystyle {\mathcal {S}}'}. Information, die das komplementäre Teilsystem {\displaystyle {\mathcal {S}}''} betrifft, wird ‚ausgespurt‘. Anders gesagt: Mit Hilfe des Dichteoperators bestimmt die partielle Spur aus dem Zustand des Systems den Zustand eines beliebigen Teilsystems. Das ist insbesondere dann wichtig, wenn Information über das komplementäre Teilsystem ignoriert werden kann, was im Rahmen der klassischen Quantenmechanik aufgrund der Invarianz der Partialspur immer insofern möglich ist, dass sich durch die Partialspur konsistente Vorhersagen ergeben. Dies ist nützlich, da Information über das komplementäre Teilsystem oft nicht zugänglich ist. (Bei Quantenfeldtheorien auf gekrümmten Raumzeiten gilt dies nicht, dort kann eine unterschiedliche Wahl des Komplementärsystems zu unterschiedlichen Vorhersagen führen.)

## Invarianz der Partialspur
{\displaystyle \rho _{j}} ist invariant unter allen möglichen spurerhaltenden Quantenoperation (vollständig positiven Abbildungen) auf {\displaystyle {\mathcal {H}}_{j}}, insbesondere auch unter Messungen. Man kann daher den reduzierten Zustand {\displaystyle \rho _{j}} auch als den Zustand auffassen, den man erhält, wenn im System {\displaystyle j} eine vollständige Messung durchgeführt, das Ergebnis aber ignoriert wird: {\displaystyle \rho _{j}} ist das statistische Mittel über zu den verschiedenen Messergebnissen gehörenden bedingten Zustände. Zum Beispiel im Fall einer Von-Neumann-Messung der Observable {\displaystyle X=\sum _{l}X_{l}|l\rangle \langle l|} gilt {\displaystyle \rho _{j}=\sum _{l}{}_{l}\langle l|\rho |l\rangle }, wobei der auf {\displaystyle \bigotimes _{i\not =j}{\mathcal {H}}_{i}} definierte, nicht-normierte Operator {\displaystyle R_{l}={}_{l}\langle l|\rho |l\rangle } die folgenden Eigenschaften hat: {\displaystyle \operatorname {tr} (R_{l})} ist die Wahrscheinlichkeit, mit der das Messergebnis {\displaystyle X=l} auftritt und {\displaystyle R_{l}/\operatorname {tr} (R_{l})} ist der auf das Messergebnis {\displaystyle X=l} konditionierte Dichteoperator. Ebenso ist {\displaystyle \rho _{j}} invariant unter einer Randomisierung des Systems {\displaystyle j}, z. B. unter der Abbildung
{\displaystyle R:\rho \mapsto \int _{\mathcal {U}}d\mu (U)(I\otimes U)\rho (I\otimes U^{\dagger }),}
wobei {\displaystyle I} die identische Abbildung und {\displaystyle \mu (\cdot )} ein Wahrscheinlichkeitsmaß auf der Gruppe {\displaystyle {\mathcal {U}}} der unitären Abbildungen auf {\displaystyle {\mathcal {H}}_{2}} darstellt. Wählt man für {\displaystyle \mu } das normierte Haarmaß über der unitären Gruppe, so kommutiert {\displaystyle R(\rho )} mit allen Operatoren der Form {\displaystyle I\otimes B} und es gilt {\displaystyle R(\rho )=\operatorname {tr} _{2}(\rho )\otimes I/\operatorname {dim} {\mathcal {H}}_{2}}.

### Partialspur als Quantenkanal
Die Abbildung {\displaystyle Tr_{j}\colon \rho \mapsto \operatorname {tr} _{j}(\rho )} ist vollständig positiv und stellt damit eine spurerhaltende erlaubte Quantenoperation (einen Quantenkanal) dar, deren Kraus-Darstellung durch
{\displaystyle Tr_{j}(\rho )=\sum _{l}(I\otimes |l\rangle \langle l|)\rho (I\otimes |l\rangle \langle l|)},
wobei {\displaystyle |l\rangle } eine Orthonormalbasis im System {\displaystyle j} und {\displaystyle I} die Identität auf den anderen Teilsystemen ist.

### Partialspur und Verschränkung
Wenn man einen reinen Zustand {\displaystyle \rho =|\psi \rangle \langle \psi |} eines zusammengesetzten Systems betrachtet, kann die Partialspur als ein einfaches Verschränktheitskriterium verwendet werden: {\displaystyle |\psi \rangle \in {\mathcal {H}}_{1}\otimes {\mathcal {H}}_{2}} ist genau dann verschränkt, wenn {\displaystyle \operatorname {tr} _{{\mathcal {H}}_{1}}(\rho )} nicht rein ist.